# Adolf Brenneke
Adolf Brenneke (* 23. August 1875 in Gandersheim als Johann Friedrich Robert Brennecke; † 20. Januar 1946 in Gelsenkirchen) war ein deutscher Historiker und preußischer Staatsarchivar.

## Leben und Wirken
Johann Friedrich Robert Adolf Brennecke wuchs als Sohn des Musikdirigenten Heinrich Brennecke in Gandersheim auf. Nach dem Besuch des Progymnasiums in Gandersheim und dem Abitur am Gymnasium in Goslar studierte er von 1895 bis 1898 Germanistik und Geschichte in Jena, Göttingen, München und Marburg. Während seines Studiums in Göttingen wurde er 1895 Mitglied der Burschenschaft Brunsviga. Nach der Promotion an der Universität Marburg (1898) begann er 1899 seine archivarische Laufbahn mit dem Besuch der Archivschule und als Volontär beim Staatsarchiv Marburg. Im Jahr 1900 wechselte er ans Staatsarchiv Münster. Weitere Stationen seines beruflichen Werdegangs waren 1905 das preußische Staatsarchiv in Danzig und von 1908 bis 1930 das Staatsarchiv Hannover (seit 1923 Archivleitung) sowie anschließend das Geheime  Staatsarchiv in Berlin (1930 stellvertr. Direktor, 1936 Direktor). Im Ersten Weltkrieg hatte er zuletzt als Hauptmann gedient.
Sein Arbeitsschwerpunkt war die Geschichte der vor- und nachreformatorischen Klostergemeinschaften sowie der Verlauf der Reformation im Fürstentum Calenberg-Göttingen. Bereits 1910 war er von der Historischen Kommission zum Mitglied und ab 1927 in den Ausschuss berufen. Ihm wurde die Schriftleitung des Niedersächsischen Jahrbuchs für Landesgeschichte überantwortet, die er jedoch mit dem Wechsel ins Geheime Staatsarchiv in Berlin-Dahlem niederlegte. 1929 wurde er zum korrespondierenden Mitglied der Göttinger Akademie der Wissenschaften gewählt. Im September 1943 wurde er in den Ruhestand verabschiedet.
Mit seinen archivwissenschaftlichen Vorlesungen am Preußischen Institut für Archivwissenschaft  – nach seinem Tode unter dem Titel Archivkunde veröffentlicht – ist er zum Begründer einer eigenständigen archivwissenschaftlichen Methodik und archivgeschichtlichen Typologie geworden.

## Familie
Adolf Brenneke heiratete 1909 in Gandersheim Elly Schürholz, Tochter eines Schulrates. Aus der Ehe gingen der Sohn Heinz (* 1911) und die Tochter Ursula (* 1913) hervor.

## Schriften (Auswahl)
- Die ordentlichen direkten Staatssteuern Meklenburgs im Mittelalter. Marburg 1900, OCLC 28859175, urn:nbn:de:gbv:28-rosdok_ppn1824448201-2 (Dissertation Universität Marburg).
- Vor- und nachreformatorische Klosterherrschaft und die Geschichte der Kirchenreformation im Fürstentum Calenberg-Göttingen. Hrsg.: Historische Kommission für Niedersachsen und Bremen. Helwing, Hannover 1929, OCLC 238862827.
- mit Albert Brauch: Die calenbergischen Klöster unter Wolfenbütteler Herrschaft, 1584–1634. Vandenhoeck & Ruprecht, Göttingen 1956, OCLC 4850534.
- Archivkunde. Ein Beitrag zur Theorie und Geschichte des europäischen Archivwesens. Hrsg.: Wolfgang Leesch. Saur, München/New York/London/Paris 1988, ISBN 3-598-10785-4 (Nachdr. d. Orig.-Ausg. Leipzig, Koehler u. Amelang, 1953).
- Archivkunde. Bd. 2. Internationale Archivbibliographie. Mit besonderer Berücksichtigung des deutschen und österreichischen Archivwesens. Hrsg. von Wolfgang Leesch. 2., völlig neu bearb. und erw. Ausg Auflage. Saur, München/New Providence/London/Paris 1993, ISBN 3-598-11074-X.
- Gestalten des Archivs. Nachgelassene Schriften zur Archivwissenschaft. Hrsg. von Dietmar Schenk. Hamburg University Press, Hamburg 2018 (= Veröffentlichungen des Landesarchivs Schleswig-Holstein, 113), ISBN 978-3-943423-50-1.